# Tipula (Acutipula) diclava
Tipula (Acutipula) diclava is een tweevleugelige uit de familie langpootmuggen (Tipulidae). De soort komt voor in het Australaziatisch gebied.